# Ringatu

L'Église Ringatu est une religion néo-zélandaise d'inspiration chrétienne, fondée par Te Kooti en 1868. Son symbole est une main levée - ringa tu en maori.
To Kooti avait participé dans les années 1860 à la campagne militaire pakeha contre la rébellion hauhau, mais il fut accusé d'espionnage et exilé sans procès aux îles Chatham. Pendant son exil, Te Kooti étudia la Bible, et commença à organiser des réunions à caractère religieux, s'appuyant principalement sur l'Ancien Testament. Son mana et sa connaissance de la Bible influencèrent nombre de ses codétenus, qui quittèrent l'Église Pai Mārire et se joignirent à la sienne, fondée sur son interprétation du christianisme et au message essentiellement pacifique.
L'Église Ringatu existe toujours aujourd'hui, et avait environ 16000 membres en Nouvelle-Zélande en 2006. Les membres de Ringatu mémorisent des textes de la Bible, ainsi que des chants et hymnes chrétiens. Chaque église a un tohunga, spécialiste de la loi religieuse. Les takuta sont spécialistes de la guérison par la foi, une caractéristique de l'Église Ringatu.

## Sources
- (en) "Ringatu", Encyclopedia of New Zealand, 1966
- (en) "Ringatu", Encyclopedia Britannica
- Irvine Roxburgh, The Ringatu Movement,  (ISBN 1877151165)